# Hebeloma
Genre
Hebeloma,,,, (nom normalisé français : les Hébélomes) est un genre de champignons basidiomycètes lamellés (Agaricales) de la famille des Hymenogastraceae. Proche des Cortinaires, au chapeau nu, crème, café-au-lait à brun, et au pied parfois annelé ou cortiné. Aucun n'est comestible, certains peuvent causer de graves intoxications.  
Assez facile à reconnaître en tant que genre à son chapeau souvent visqueux, ses lames ochracées, ni libres ni décurrentes, à liseré marginal blanchâtre, cortine souvent fugace, rarement persistante, il s'avère très difficile à déterminer au niveau spécifique sur le terrain. Il réunit un nombre croissant d'espèces depuis le début du siècle, de 90 en 1994, à environ 150 espèces en 2008 et en janvier 2016, Index Fungorum admet 321 espèces dans le genre Hebeloma à silhouette collybio-tricholomoïde, chapeau obtus ou convexe étalé, souvent terne, à odeur raphanoïde, terreuse ou chocolatée. Sporée ocre terne. Spores en forme d'amandes, verruqueuses.
Traditionnellement classé dans la famille des Cortinariaceae, puis dans les Bolbitiaceae et enfin dans les Hymenogastraceae ou Strophariaceae. Quelques-uns sont très courants, notamment l'Hébélome moutarde (Hebeloma sinapizans), (Hebeloma crustuliniforme). L'espèce-type est Hebeloma fastibile.
En pépinière, il a été démontré que leur association mycorhizienne avec certains arbres favorise très fortement la croissance de ces derniers,.

## Étymologie
Hébélome (1874) est le nom francisé à partir du latin scientifique Hebeloma, composé du grec ancien ἥβη, hếbê « jeunesse, puberté (donc pilosité ») et λῶμα, lôma (« frange, bordure, lèvre, ourlet »), soit « à bord pubescent » (et non pas «  frangé ») en référence à leur marge souvent duveteuse, dite « pubescente »,⁣.
Autre interprétation, beaucoup plus probable : « voilé dans la jeunesse ».

## Taxinomie des sections d'Hebeloma
- Hebeloma sect. Adherentia Monedero & P. Alvarado 2020;
- Hebeloma sect. Denudata (Fr.) Sacc. 1916;
- Hebeloma sect. Hebeloma (Fr.) P. Kumm. 1871; = sect. Indusiata (Fr.) Sacc.
- Hebeloma sect. Myxocybe (Fayod) Konrad & Maubl. 1937;
- Hebeloma sect. Naviculospora Beker & U. Eberh. 2016;
- Hebeloma sect. Porphyrospora Konrad & Maubl. ex Vesterh. 2005;
- Hebeloma sect. Pseudoamarescens Beker & U. Eberh. 2016;
- Hebeloma sect. Sacchariolentia (J.E. Lange ex Bon) H. Boyle 2006;
- Hebeloma sect. Scabrispora (Romagn.) Beker & U. Eberh. 2016;
- Hebeloma sect. Sinapizantia (Quadr.) Vesterh. 2004;
- Hebeloma sect. Syrjense Beker & U. Eberh. 2016;
- Hebeloma sect. Theobromina Beker, U. Eberh. & Vesterh. 2005;
- Hebeloma sect. Velutipes Vesterh. 2004; Hymenogastraceae
- Hebeloma subsect. Aestivale Beker, U. Eberh. & Vesterh. 2005;
- Hebeloma subsect. Clepsydroida Beker & U. Eberh. 2015;
- Hebeloma subsect. Crustuliniformia Quadr. 1985;
- Hebeloma subsect. Echinospora Beker & U. Eberh. 2015;
- Hebeloma subsect. Hebeloma (Fr.) P. Kumm. 1871;
- Hebeloma subsect. Hebelomina (Maire) Beker, U. Eberh. & Vesterh. 2005
- Hebeloma subsect. Hiemalia Quadr. 1985;
- Hebeloma subsect. Sacchariolens J.E. Lange ex Bon;
- Hebeloma subsect. Scabrispora Romagn. 1983;
- Hebeloma subsect. Sinapizantia Quadr. 1985;
- Hebelomatis Earle 1909, a);

## Espèces
- Hebeloma aestivale Vesterh.
- Hebeloma alboerumpens
- Hebeloma alpinum (J.Favre) Bruchet
- Hebeloma aminophilum R.N.Hilton & O.K.Mill.
- Hebeloma ammophilum Bohus (1978)
- Hebeloma anthracophilum Maire
- Hebeloma araneosa Burds.
- Hebeloma arenosum Burds., Macfall & M.A.Albers
- Hebeloma atrobrunneum Vesterh.
- Hebeloma birrus (Fr.) Gillet
- Hebeloma bruchetii Bon
- Hebeloma candidipes Bruchet
- Hebeloma cavipes Huijsman
- Hebeloma circinans (Quél.) Sacc.
- Hebeloma clavulipes, Hébélome à pied clavé
- Hebeloma collariatum, Hébélome à zone fugace
- Hebeloma crustuliniforme (Bull.) Quél., Hébélome échaudé ou Hébélome croûte-de-pain
- Hebeloma cylindrosporum Romagn.
- Hebeloma domardianum (Maire) Beker, U.Eberh. & Vesterh
- Hebeloma dunense L.Corb. & R.Heim
- Hebeloma fastibile (Pers.) P.Kumm., Hébélome répugnant
- Hebeloma fragilipes Romagn.
- Hebeloma fusipes, Hébélome à pied en fuseau
- Hebeloma fusisporum Gröger & Zschiesch.
- Hebeloma gigaspermum Gröger & Zschiesch.
- Hebeloma griseopruinatum
- Hebeloma helodes J.Favre
- Hebeloma hetieri Boud.
- Hebeloma hiemale Bres.
- Hebeloma incarnatulum A.H.Sm.
- Hebeloma ingratum Bruchet
- Hebeloma insigne A.H.Sm., V.S.Evenson & Mitchel
- Hebeloma laterinum (Batsch) Vesterh.
- Hebeloma leucosarx P.D.Orton
- Hebeloma marginatulum (J.Favre) Bruchet
- Hebeloma mediorufum Soop
- Hebeloma mediterraneum (A.Gennari) Contu
- Hebeloma mesophaeum (Pers.) Quél.
- Hebeloma microsporum (Alessio & Nonis) Contu
- Hebeloma pallidoluctuosum Gröger & Zschiesch.
- Hebeloma pamphiliense Cittadini, Lezzi & Contu
- Hebeloma parvicystidiatum
- Hebeloma plesiocistum Beker, U. Eberh. & Vila
- Hebeloma populinum Romagn.
- Hebeloma psammophilum Bon
- Hebeloma pseudoamarescens (Kühner & Romagn.) P.Collin
- Hebeloma pusillum J.E.Lange, Hébélome fluet
- Hebeloma radicosum (Bull.) Ricken, Hébélome radicant
- Hebeloma sacchariolens, Hébélome parfumé
- Hebeloma sinapizans (Fr.) Sacc., Hébélome brûlant ou Hébélome moutarde
- Hebeloma sinuosum (Fr.) Quél.
- Hebeloma sordescens Vesterh.
- Hebeloma sordidum Maire
- Hebeloma spoliatum (Fr.) Gillet
- Hebeloma stenocystis J.Favre
- Hebeloma syrjense P.Karst.
- Hebeloma theobrominum Quadr.
- Hebeloma vaccinum Romagn.
- Hebeloma vejlense Vesterh.
- Hebeloma vesterholtii H.J.Beker & U.Eberh.
- Hebeloma victoriense A.A.Holland & Pegler
- Hebeloma vinosophyllum Hongo